# 十六夜舟
『十六夜舟』（いざよいぶね）は、1987年1月21日に発売された森進一の68枚目のシングル。

## 収録曲
- 両楽曲共に、作曲：中村清一

1. 十六夜舟（4分13秒）
作詞：白鳥園枝／編曲：前田俊明
2. 北上川（4分5秒）
作詞：山上路夫／編曲：川口真